# Vallis Inghirami
La Vallis Inghirami è una struttura geologica della superficie della Luna.